# Ернесто Канто
Ернесто Канто Гудіньйо (ісп. Ernesto Canto Gudiño, 18 жовтня 1959—20 листопада 2020) — мексиканський легкоатлет, який спеціалузувався в спортивній ходьбі, олімпійський чемпіон та чемпіон світу.

## Біографія
Канто у доволі ранньому віці почав займатись спортивною ходьбою. Свій перший національний юнацький титул серед спортсменів віком до 18 років він виграв у 13-річному віці. Слідом йшла низка здобутих континентальних та регіональних титулів в юнацікій (U18) та юніорських (U20) вікових категоріях.
Перший великий успіх на змаганнях серед дорослих прийшов до Канто у 1981 на Кубку світу зі спортивної ходьби у Валенсії, де він переміг з часом 1:23.52 і обійшов бронзового призера Олімпійських ігор Роланда Візера зі Східної Німеччини. Співвітчизник Канто Рауль Гонсалес переміг у Валенсії на дистанції 50 км.
Канто став першим чемпіоном світу на 20-кілометровій дистанції в Гельсінкі у 1983. За три кілометри до фінішу лідируюча група зменшилась з восьми до чотирьох чоловік. У протистоянні з чехословацьким ходоком Йозефом Прибилинцем на завершальній стадії дистанції зумів відірватись перед входом на стадіон та зрештою перемогти з 10-секундним випередженням з часом 1:20.49.
Лише через 17 днів після чемпіонату світу Канто виграв титул чемпіона Панамериканських ігор у Каракасі. А через місяць після цього він посів друге місце на Кубку світу зі спортивної ходьби на 20-кілометровій дистанції ходьби, показавши 1:19.41 та перемістившись на третє місце у світовому рейтингу всіх часів у цій дисципліні.
Наступного року, на змаганнях «Søfteland Grand Prix» у Бергені Канто встановив світовий рекорд у ходьбі на 20000 метрів стадіоном. До нього ніхто в історії не долав цю дистанцію, швидше 1:20, але Канто показав на фініші феноменальний час — 1:18.40,0 — на 50 секунд швидше чинного на той час вищого світового досягнення у шосейній ходьбі на тій самій дистанції. Рекорд мексиканця протримався вісім років.
На Олімпійських іграх-1984 у Лос-Анджелесі Канто був одним із фаворитів на перемогу на 20-кілометровій дистанції. Олімпійський чемпіон-1980 Мауріціо Дамілано форсував темп на перших 15 кілометрах, але Канто знову виявився сильнішим на останніх п'яти кілометрах. Підтримуваний численною серед вболівальників мексиканською діаспорою у Лос-Анджелесі, Канто разом із Раулем Гонсалесом очолив мексиканський фініш на дистанції, перемігши з результатом 1:23.13.
Через вісім днів Гонсалес виграв олімпійський титул на 50 км, а Канто посів 10-е місце.
Остання медаль світових чемпіонатів була здобута Канто на чемпіонаті світу в приміщенні-1987 в Індіанаполісі, де він став третім у ходьбі на 5000 м. Місяцем пізніше, на змаганнях на високогір'ї в мексиканській Халапі, він встановив свій останній особистий рекорд у ходьбі на 20 км (1:19.37), закріпившись на третій позиції у світовому рейтингу всіх часів у цій дисципліні.
На чемпіонаті світу в Римі того ж року Канто, знаходячись у лідируючій групі, був дискваліфікований за порушення правил ходьби на другій половині дистанції. Подібна доля спіткала атлета і на Олімпійських іграх-1988 в Сеулі.
Останній значний тріумф Канто мав у 1990, вигравши чемпіонські титули на Іграх доброї волі в Сіетлі та Панамериканському кубку зі спортивної ходьби у себе на батьківщині в Халапі. Він взяв участь у своїх третіх Олімпійських іграх, посівши 29 місце на 20-кілометровій дистанції ходьби у Барселоні в 1992.
Помер на 62 році життя від раку підшлункової залози та печінки.

## Основні міжнародні виступи
| Рік  | Змагання                     | Місто        | Місце | Дисципліна     | Примітки |
| ---- | ---------------------------- | ------------ | ----- | -------------- | -------- |
| 1979 | Кубок світу з ходьби         | Ешборн       | 6     | ходьба 20 км   |          |
| 1981 | Кубок світу з ходьби         | Валенсія     | 1     | ходьба 20 км   |          |
| 1981 | Кубок світу з ходьби         | Валенсія     | 1     | ходьба 20 км   |          |
| 1983 | Чемпіонат світу              | Гельсінкі    | 1     | ходьба 20 км   |          |
| 1983 | Панамериканські ігри         | Каракас      | 1     | ходьба 20 км   |          |
| 1983 | Кубок світу з ходьби         | Берген       | 2     | ходьба 20 км   |          |
| 1984 | Олімпійські ігри             | Лос-Анджелес | 1     | ходьба 20 км   |          |
| 1984 | 10                           | ходьба 50 км |       |                |          |
| 1987 | Чемпіонат світу в приміщенні | Індіанаполіс | 3     | ходьба 5000 м  |          |
| 1987 | Кубок світу з ходьби         | Нью-Йорк     | 5     | ходьба 20 км   |          |
| 1987 | Панамериканські ігри         | Індіанаполіс | —     | ходьба 20 км   | DQ       |
| 1987 | Чемпіонат світу              | Рим          | —     | ходьба 20 км   | DQ       |
| 1988 | Олімпійські ігри             | Сеул         | —     | ходьба 20 км   | DQ       |
| 1989 | Кубок світу з ходьби         | Оспіталет    | 13    | ходьба 20 км   |          |
| 1990 | Ігри доброї волі             | Сіетл        | 1     | ходьба 20000 м |          |
| 1991 | Кубок світу з ходьби         | Сан-Хосе     | 2     | ходьба 20 км   |          |
| 1992 | Олімпійські ігри             | Барселона    | 29    | ходьба 20 км   |          |